# Actinodaphne percoriacea
Actinodaphne percoriacea är en lagerväxtart som beskrevs av S.Julia. Actinodaphne percoriacea ingår i släktet Actinodaphne och familjen lagerväxter. Inga underarter finns listade i Catalogue of Life.